# Ultima aventură
Ultima aventură (în engleză Last Action Hero) este un film american fantastic de acțiune de comedie din 1993 produs și regizat de John McTiernan după un scenariu de Shane Black. Este o satiră a genului de acțiune și a clișeelor asociate, care conține mai multe parodii de filme de acțiune sub forma unor filme în cadrul filmului. În rolurile principale au interpretat actorii Arnold Schwarzenegger ca detectivul Jack Slater în cadrul francizei filmului de acțiune Jack Slater, Austin O'Brien ca Danny Madigan (un băiat care ajunge prin magie în universul Slater) și Charles Dance ca Benedict, un asasin nemilos din universul Slater care scapă în lumea reală. Schwarzenegger a fost, de asemenea, producător executiv al filmului și joacă și propriul rol în rolul actorului care îl interpretează pe Jack Slater.
Filmul nu a reușit să îndeplinească așteptările studioului la box office și a fost atât o dezamăgire pentru criticii de film, cât și comercială. Mai târziu a devenit un succes comercial odată cu lansarea sa pe VHS, impunându-se ca un film idol clasic. Filmul a marcat și ultima apariție a actorului Art Carney într-un film înainte de moartea sa în 2003.
A fost produs de studiourile Columbia Pictures și Steve Roth Productions și a avut premiera la 13 iunie 1993 la Westwood, fiind distribuit de Columbia Pictures. Coloana sonoră a fost compusă de Michael Kamen. 
Cheltuielile de producție s-au ridicat la 85 de milioane de dolari americani și a avut încasări de 137,3 milioane de dolari americani.

## Rezumat
Danny Madigan este un adolescent care trăiește într-o zonă plină de crime din New York împreună cu mama sa văduvă, Irene. După moartea tatălui său, Danny se liniștește vizionând filme de acțiune, în special seria cu indestructibilul polițist din Los Angeles, Jack Slater, la cinematograful local deținut de Nick, care lucrează și ca proiectionist. Nick îi dă lui Danny un bilet auriu care a aparținut cândva lui Harry Houdini, pentru a urmări o avanpremieră anticipată a filmului Jack Slater IV înainte de lansarea sa oficială.
În timpul filmului, biletul îl transportă magic pe Danny în lumea fictivă, întrerupându-l pe Slater în mijlocul unei urmăriri cu mașina. După ce a scăpat de urmăritorii lor, Slater îl duce pe Danny la sediul LAPD, unde Danny prezintă dovezi ale naturii fictive a lumii lui Slater, cum ar fi prezența a numeroase femei frumoase și a unui detectiv de pisici din desene animate pe nume Whiskers și îi spune că prietenul lui Slater, John Practice, nu este de încredere deoarece l-a „ucis pe Mozart” (din moment ce este interpretat de același actor care a jucat rolul lui Antonio Salieri în Amadeus). Deși Slater consideră toate acestea ca parte a imaginației bogate a lui Danny, supervizorul lui Slater, Lt. Dekker, îl desemnează pe Danny drept noul său partener și îi instruiește să investigheze activitățile criminale legate de șeful mafiei, Tony Vivaldi.
Danny îl conduce pe Slater la conacul lui Vivaldi, recunoscându-i locația încă de la începutul filmului. Acolo, îi întâlnesc pe Vivaldi și pe locotenentul lui, domnul Benedict. Danny susține mai târziu că Vivaldi și Benedict au fost cei care l-au ucis pe vărul secund al lui Slater, dar Slater nu are nicio dovadă și sunt forțați să plece; cu toate acestea, Benedict este curios de unde știa Danny, iar el și mai mulți bandiți îi urmăresc pe Slater și Danny înapoi la casa lui Slater. Acolo, Slater, fiica lui Whitney și Danny zădărnicesc atacul, deși Benedict ajunge să ia jumătatea de bilet de cinematograf. Astfel află cum poate ieși cu acesta în afara filmului.
Slater deduce planul lui Vivaldi de a ucide mafia rivală prin eliberarea unui gaz letal în timpul unei înmormântări pe vârful unui zgârie-nori. El și Danny merg să-l oprească, dar sunt prinși de Practice, care dezvăluie că Danny avea dreptate: el lucrează pentru Vivaldi. Whiskers îl ucide pe Practice, salvându-i pe Slater și Danny, iar cei doi reușesc să prevină eliberarea gazului. Aflând că planul lui Vivaldi a eșuat, Benedict îl ucide și folosește biletul pentru a scăpa în lumea reală, urmărit de Slater și Danny.
Slater este descurajat când află adevărul, precum și vulnerabilitatea sa în lumea reală, dar devine mai optimist după ce a discutat toată noaptea cu Irene. Între timp, Benedict are un alt plan, de a-l ucide pe actorul care îl interpretează pe Slater în film – Arnold Schwarzenegger – după care vrea să aducă în lumea reală alți răufăcători din alte filme și să preia controlul. Pentru a avea un ajutor, Benedict îl aduce pe Spintecătorul, răufăcătorul din Jack Slater III, la premiera filmului Jack Slater IV pentru a-l asasina pe Schwarzenegger. Danny și Slater află despre plan și se duc la premieră. Slater îl salvează pe Schwarzenegger și îl ucide pe Spintecătorul. Benedict apare și îl împușcă pe Slater, rănindu-l grav. Danny îl dezarmează pe Benedict, permițându-i lui Slater să ia revolverul și să-l împuște pe Benedict în ochiul său de sticlă exploziv, ucigându-l; cu toate acestea, explozia face ca biletul să fie pierdut. Cu Slater pe moarte, Danny știe că singura modalitate de a-l salva este să-l ducă înapoi în lumea fictivă, unde este indestructibil.
În fața lor apare Moartea din filmul A șaptea pecete, care a fost adusă în lumea reală. Danny amenință Moartea cu pistolul, dar Moartea le spune că era pur și simplu curioasă: Jack Slater lipsește din listele sale, dar îi spune lui Danny că va muri bătrân și bunic. Moartea îi sugerează apoi să caute celeilalte jumătate a biletului. Danny îl găsește și astfel îl duce pe Slater înapoi în filmul său, unde rănile lui se vindecă instantaneu. Danny se întoarce în lumea reală înainte ca portalul să se închidă. Slater acum recuperat îmbrățișează cu entuziasm adevărata natură a realității sale când vorbește cu Dekker despre noul său plan, apreciind diferențele dintre cele două lumi.

## Distribuție
- Arnold Schwarzenegger - Detectivul Jack Slater / el însuși la premieră / Hamlet
- Austin O'Brien - Danny Madigan[20]
- Charles Dance - Benedict, mâna dreaptă a lui Vivaldi, un antagonist secundar în „Jack Slater IV” care devine antagonistul principal al filmului.
- Robert Prosky - Nick proiecționistul, proprietarul cinematografului
- Tom Noonan - Spintecătorul (principalul antagonist din Jack Slater III) și el însuși (actorul care îl interpretează pe Spintecătorul, la premieră).
- Frank McRae - Locotenentul Dekker, supervizorul prost temperat al lui Slater și apropiat al său, care țipă mereu la Slater.
- Anthony Quinn - Tony Vivaldi, principalul antagonist din Jack Slater IV până când apariția lui Danny în film schimbă evenimentele.
- Bridgette Wilson - Whitney Slater (fiica lui Jack) și Meredith Caprice, actrița care o interpretează în filmele Slater
- F. Murray Abraham - John Practice, prietenul lui Jack, acesta s-a dovedit a fi un trădător. Danny spune să nu aibă încredere în el, spunând că l-a ucis pe Mozart. Acesta se referă la rolul lui Abraham pentru care a primit Premiul Oscar, ca Antonio Salieri în filmul Amadeus.
- Mercedes Ruehl - Irene Madigan, mama lui Danny
- Art Carney - Frank Slater, verișorul secund al lui Jack; acesta a fost ultimul rol de film al lui Carney
- Profesorul Toru Tanaka - garda de corp a lui Vivaldi și Benedict (Omul Asiatic Dur).
- Ryan Todd ca Andrew Slater, fiul lui Jack, care a fost ucis în „Jack Slater III” de către Spintecătorul.
- Jeffrey Braer ca Skeezy
- Bobbie Brown - Video Babe (menționată ca Bobbi Brown Lane)

### Aparițiicameo
- Numele lui Franco Columbu apare în genericul filmului Jack Slater IV' ca regizor al filmului. Columbu a fost un coleg culturist și un prieten apropiat al lui Schwarzenegger.
- Tina Turner apare în momentul culminant al filmului „Jack Slater III” ca primar al Los Angeles-ului (înainte ca Slater să urce pe acoperiș pentru a se confrunta cu Spintecătorul).
- Sharon Stone și Robert Patrick apar în fața ușii din față a LAPD - Catherine Tramell (din Instinct primar) și respectiv T-1000 (din Terminatorul 2: Ziua Judecății). Stone și Patrick au jucat mai devreme împreună cu Schwarzenegger în Total Recall și, respectiv, în Terminatorul 2.
- Mike Muscat apare ca polițist în sediul LAPD. Muscat a apărut anterior alături de Schwarzenegger în rolul lui Moshier în Terminatorul 2: Ziua Judecății și a fost, de asemenea, antrenorul de actorie al lui Edward Furlong pentru același film.
- Sylvester Stallone - apare ca Terminatorul de pe un poster alternativ care promovează Terminatorul 2: Ziua Judecății cu Stallone în rolul principal. Aceasta este o referință la rivalitatea amicală a lui Schwarzenegger cu Stallone.
- Angie Everhart - o angajată frumoasă dintr-un magazin de producții video
- În timpul premierei filmului Jack Slater IV în lumea reală, mai multe celebrități apar ca ele însele. Printre acestea se numără soția lui Schwarzenegger de atunci, Maria Shriver, Little Richard, gazda Entertainment Tonight Leeza Gibbons, Jim Belushi (care a jucat alături de Schwarzenegger în Febra roșie și mai târziu în comedia de Crăciun Goana după cadou), Damon Wayans, Chevy Chase și Jean-Claude Van Damme (care a lucrat cu John McTiernan la filmul lui Schwarzenegger Predator ca Predatorul original înainte de a renunța, iar mai târziu a jucat împreună cu Schwarzenegger în Eroi de sacrificiu 2).
- În timp ce Jack și Danny intră în cinematograf pentru a-l căuta pe Arnold Schwarzenegger, MC Hammer îi propune lui Slater o înțelegere pentru a realiza coloana sonoră „Jack Slater V”.
- Wilson Phillips apare cântând în timpul scenei de înmormântare
- Ian McKellen apare ca Moartea din filmul lui Ingmar Bergman din 1957, A șaptea pecete, Moartea a apărut în lumea reală datorită magiei biletului (rolul inițial din 1957 a fost interpretat de Bengt Ekerot).
- Danny DeVito este vocea lui Whiskers, detectivul de poliție-pisică din desene animate. El și Schwarzenegger au jucat frații gemeni în filmul din 1988 Gemenii și au jucat din nou în Gravidul din 1994. DeVito nu a fost menționat pentru acest rol de voce.
- Joan Plowright este profesoara de engleză care prezintă clasei ei adaptarea cinematografică din 1948 a piesei Hamlet, în care a jucat și a fost regizată de soțul lui Plowright, Laurence Olivier.

## Producție

### Dezvoltare și scriere
Last Action Hero a avut inițial un scenariu original scris de Zak Penn și Adam Leff, menit să parodieze scenariile tipice ale unor filme de acțiune ale unor scriitori precum Shane Black. Penn a remarcat că, în mod ironic, studioul l-a pus pe Black să rescrie scenariul. Scenariul original diferă foarte mult de produsul final și este disponibil pe scară largă pentru a fi citit online. Deși era încă o parodie a filmelor de acțiune de la Hollywood, a fost plasat aproape în întregime în lumea filmului și s-a concentrat în mare parte pe ciclul inutil de violență afișat de erou și efectul pe care l-a avut asupra oamenilor din jurul lui. Datorită schimbărilor radicale, Penn și Leff au fost în cele din urmă creditați cu povestea filmului, dar nu și cu scenariul, ceea ce este neobișnuit pentru un film bazat pe un scenariu original.
Mai mulți scriitori au lucrat nemenționați la scenariu, inclusiv Carrie Fisher, Larry Ferguson și William Goldman. Lui Penn și Leff nu le-au plăcut diferite părți ale filmului final, inclusiv ideea unui bilet magic auriu. În schița lor, povestea nu explica cum Danny a fost transportat în lumea filmului.
Schwarzenegger a primit un salariu de 15 milioane de dolari americani pentru rolul său din film. Unele scene au fost filmate într-o cupolă adiacentă navei RMS Queen Mary din Long Beach, California.
La câțiva ani de la lansare, filmul a făcut subiectul unui capitol usturător numit „Cum au construit bomba”, în cartea lui Nancy Griffin, Hit and Run, care detalia catastrofele de la Sony Pictures de la începutul până la mijlocul anilor 1990. Printre detaliile prezentate în acest capitol au fost:
- Universal a mutat premiera filmului Jurassic Park la 11 iunie 1993, după ce Sony a decis ca data de lansare pentru Last Action Hero să fie 18 iunie.
- Filmul a fost primul care a avut o reclamă plasată pe o rachetă spațială.[28]
- Filmul a avut o prăbușire serioasă după un val de publicitate negativă după ce o scurtă versiune a acestuia a fost prezentată unui public ca o avanpremieră în ziua de 1 mai. Sony a distrus apoi cardurile de testare, iar bârfele lansate din gură în gură s-au dovedit a fi catastrofale pentru film.
- Programul de filmare și editare a fost atât de solicitant și atât de aproape de data lansării din 18 iunie încât, după dezastrul filmului, o sursă apropiată filmului a spus că „nu era nevoie ca Siskel și Ebert să ne spună că filmul este mai lung cu 10 minute".
- Compania Sony a fost și mai umilită în weekend-ul de după deschiderea filmului, când filmul a pierdut 47% din audiența weekend-ului de deschidere și a ajuns după filmul TriStar, Nopți albe în Seattle, ca numărul doi la box office.
- Pierderile financiare finale declarate pentru film au fost de 26 de milioane de dolari.
- Last Action Hero a fost primul film care a fost lansat folosind Sony Dynamic Digital Sound, dar doar câteva cinematografe au fost amenajate pentru noul format, iar multe dintre acestea au avut probleme tehnice cu noul sistem. Potrivit relatărilor, persoane din interiorul Paramount au spus despre film ca încă nu este bun de nimic („Still Doesn't Do Shit”).[29]

## Muzica

### Coloana sonoră
Muzica filmului a fost realizată de compozitorul Michael Kamen și a ajuns pe locul 7 în topul The Billboard 200. Albumul, care a fost primit pozitiv de posturile radio de rock activ, a fost certificat platină pe 24 august 1993.

### Lista cântecelor
| Nr.             | Titlu                  | Interpret                                                            | Lungime |  |
| 1.              | „Big Gun”              | AC/DC                                                                | 4:24    |  |
| 2.              | „What the Hell Have I” | Alice in Chains                                                      | 3:58    |  |
| 3.              | „Angry Again”          | Megadeth                                                             | 3:47    |  |
| 4.              | „Real World”           | Queensrÿche and Michael Kamen                                        | 4:21    |  |
| 5.              | „Two Steps Behind”     | Def Leppard                                                          | 4:19    |  |
| 6.              | „Poison My Eyes”       | Anthrax                                                              | 7:04    |  |
| 7.              | „Dream On (Live)”      | Aerosmith                                                            | 5:42    |  |
| 8.              | „A Little Bitter”      | Alice in Chains                                                      | 3:53    |  |
| 9.              | „Cock the Hammer”      | Cypress Hill                                                         | 4:11    |  |
| 10.             | „Swim”                 | Fishbone                                                             | 4:13    |  |
| 11.             | „Last Action Hero”     | Tesla                                                                | 5:44    |  |
| 12.             | „Jack and the Ripper”  | Buckethead, The Los Angeles Rock and Roll Ensemble and Michael Kamen | 3:43    |  |
| Lungime totală: | Lungime totală:        | Lungime totală:                                                      | 54:19   |  |

## Lansare

### Cinematografică
În momentul lansării, filmul a fost catalogat drept „următorul mare film de acțiune al verii” și mulți oameni care au contribuit la realizarea filmului au prezis că va fi un succes uriaș, mai ales după succesul filmului anterior al lui Schwarzenegger, Terminatorul 2: Ziua Judecății. Filmul a avut premiera la Westwood, Los Angeles pe 13 iunie 1993 și a avut apoi o lansare generală în Statele Unite cinci zile mai târziu.

### Acasă
A fost lansat pe VHS de Columbia TriStar Home Video la 29 august 1994 și pe DVD la 7 octombrie 1997. La 3 februarie 2009, Last Action Hero a fost reeditat pe DVD de Sony Pictures Home Entertainment și lansat împreună cu filmul din 1986 Vulturul de fier (Iron Eagle). A fost lansat pe Blu-ray la 12 ianuarie 2010. Filmul a fost lansat pe Blu-ray împreună cu filmul Hudson Hawk de către Umbrella Entertainment la 4 septembrie 2019, doar în Australia. O versiune restaurată Ultra HD Blu-ray a fost lansată pe 18 mai 2021 și conținea o pistă cu comentarii ale regizorului, scene șterse, un final alternativ și trailerul original cinematografic, toate în 4K. Filmul a fost relansat împreună cu Luptă la înălțime ca Blu-ray 2-Movie Collection la 2 noiembrie 2021.

## Primire
Filmul a fost nominalizat la șase premii Zmeura de Aur: cel mai prost film, cel mai prost actor (Arnold Schwarzenegger), cel mai prost regizor, cel mai prost scenariu, cel mai prost nou star (Austin O'Brien) și cel mai prost cântec original ("Big Gun"), dar nu a câștigat nicio categorie. La Stinkers Bad Movie Awards din 1993, filmul a avut de asemenea două nominalizări fără victorii: cel mai prost film, cel mai prost actor (Schwarzenegger). Filmul a fost, de asemenea, nominalizat la șase premii Saturn pentru cel mai bun film fantastic, cel mai bun actor, cel mai bun regizor, cea mai bună interpretare a unui tânăr actor, cele mai bune costume și cele mai bune efecte speciale.

## Joc video
Un joc video omonim bazat pe acest film a fost lansat în 1993 - 1994 pe console de jocuri video, iar aparatul tematic de flipper (pinball) a fost, de asemenea, lansat în 1993 de Data East și relansat în The Pinball Arcade și spin-off-ul său Stern Pinball Arcade în 2016.

## Posibilă continuare
În octombrie 2019, Schwarzenegger a dezvăluit că era dispus să joace în Minciuni adevărate 2 și Ultima aventură 2, posibile continuări ale celor două roluri de acțiune din anii 1990.